# Canoas (Costa Rica)
Canoas è un distretto della Costa Rica facente parte del cantone di Corredores, nella provincia di Puntarenas.